# Lukavica Rijeka (Doboj)
Lukavica Rijeka (szerbül: Лукавица Ријека), lakatlan település Bosznia-Hercegovinában, a Szerb Köztársaság északi régiójában Doboj községben. Lukavica Rijeka településnek a Szerb Köztársaság területéhez került kis, lakatlan része.

## Fekvése
A település Bosznia-Hercegovina északi részén, Dobojtól légvonalban 6, közúton 18 km-re északkeletre, a Boszna-folyótól keletre, és a Lukavica-folyótól délre, a Trebava-hegység nyugati részén található.

## Népessége
| Nemzetiségi csoport | Népesség 1991 | Népesség 2013 |
| ------------------- | ------------- | ------------- |
| Szerb               | 0             | 0             |
| Bosnyák             | 981           | 0             |
| Horvát              | 0             | 0             |
| Jugoszláv           | 0             | 0             |
| Egyéb               | 2             | 0             |
| Összesen            | 983           | 0             |

## Története
A település 1878-ig tartozott az Oszmán Birodalomhoz, ekkor a berlini kongresszus határozata alapján az Osztrák-Magyar Monarchia része lett. 1879-ben az első osztrák-magyar népszámlálás során a Gračanicai járáshoz tartozó Lukavica településnek 178 háztartása és 1066 muszlim lakosa volt.
1910-ben a Gračanicai járáshoz tartozó Lukavica településen 268 háztartást és 1299 muszlim lakost találtak. A monarchia szétesésével 1918-ban előbb a Szerb-Horvát-Szlovén Királyság, majd 1929-től a Jugoszláv Királyság része lett. 1921-ben a Gračanicai járáshoz tartozó községnek 1217 lakosa volt, mind muszlimok. Az 1929-es törvény értelmében, amikor Bosznia-Hercegovinát négy banovinára, Drinskára, Vrbaskára, Zetskára és Primorskára osztották, a település a Vrbaska banovina része lett, amelynek székhelye Banja Luka volt.
A második világháborúban Jugoszlávia megszállása után a Független Horvát Állam (NDH) része lett. A második világháború után 1992-ig a település a szocialista Jugoszlávia keretében a Bosznia-Hercegovinai Népköztársaság, valamint Gračanica község része volt. A boszniai háborút lezáró daytoni békeszerződés rendelkezése alapján az ország területét felosztották a Bosznia-hercegovinai Föderáció és a boszniai Szerb Köztársaság között. A békeszerződés utáni területmegosztási megállapodás értelmében a település kis része a Boszniai Szerb Köztársasághoz és Doboj községhez került, míg a település területének legnagyobb része a Bosznia-hercegovinai Föderáció Zenica-Doboji kantonjában levő Doboj-Istok község területénél maradt.